# アーカンソー国際空港
アーカンソー国際空港（英: Arkansas International Airport）は、アメリカ合衆国アーカンソー州ミシシッピ郡にある国際空港。1992年3月6日までは、エーカー空軍基地として使用していて、1992年3月7日に、民間移譲された。